# Leocarpus
Leocarpus is een monotypisch geslacht van slijmzwammen (Myxomycetes) in de familie Physaridae. De typesoort is Leocarpus vernicosus, maar deze is later hernoemd naar Leocarpus fragilis hetgeen ook de enige soort is binnen dit geslacht. De Nederlandse naam van deze soort is Glanzend druivenpitje.